# 一號南馬歇爾鎮區 (北卡羅萊納州麥迪遜縣)
一號南馬歇爾鎮區（英語：Township 1, South Marshall）是位於美國北卡羅萊納州麥迪遜縣的一個鎮區。

## 地方資料
一號南馬歇爾鎮區的面積為85.21平方千米，皆為陸地。根據2020年美國人口普查的數據，當地共有人口1036人，而人口密度為每平方千米12.16人。